# Écouflant
Écouflant är en kommun i departementet Maine-et-Loire i regionen Pays de la Loire i nordvästra Frankrike. Kommunen ligger i kantonen Angers-Nord-Est som tillhör arrondissementet Angers. År 2022 hade Écouflant 4 614 invånare.

## Befolkningsutveckling
Antalet invånare i kommunen Écouflant
| Referens: INSEE |